# Carlton Ogawa
Pour les articles homonymes, voir Ogawa.
Carlton Ogawa, né le 29 août 1934 et mort en septembre 2006, est un rameur canadien. Il participe aux Jeux olympiques d'été de 1956 dans l'épreuve du huit et remporte la médaille d'argent.

## Palmarès

### Jeux olympiques
- Jeux olympiques de 1956 à Melbourne,  Australie
  -  Médaille d'argent.